# Selvíria
Selvíria es un municipio brasileño del estado de Mato Grosso do Sul. Se localiza a una latitud de 20° 22' 01" Sur y a una longitud de 51° 25' 08" O. Tiene una población de 6.172 habitantes (estimativas IBGE/2006), una superficie de 3.258 km², lo que da una densidad demográfica de 1,9 hab./km².

## Historia
La localidad de Selvíria nace a partir de la construcción de la Represa de Ilha Solteira en 1974. La Companhia Energética de São Paulo (CESP), a cargo de la obra, fundó un poblado dormitorio para los trabajadores del otro lado del río Paraná, sobre el estado de São Paulo (la actual ciudad de Ilha Solteira), pero la gran cantidad de obreros residentes llevó a la fundación de otra villa temporaria en la orilla opuesta del río, constituyendo el germen de la actual Selvíria. 
El poblado fue elevado a distrito de Tres Lagoas en 1976 y declarado ciudad en 1980. La promesa de recibir los cánones por parte del gobierno nacional en compensación por la inundación de las tierras del municipio al llenarse el embalse, sigue siendo una promesa pendiente.
- Datos: Q1806509
- Multimedia: Selvíria / Q1806509